# Arrondissement Millau
Das Arrondissement Millau ist eine Verwaltungseinheit des Départements Aveyron in der französischen Region Okzitanien. Unterpräfektur ist Millau.
Im Arrondissement liegen neun Wahlkreise (Kantone) und 110 Gemeinden.

## Wahlkreise
- Kanton Causse-Comtal (mit einer von sieben Gemeinden)
- Kanton Causses-Rougiers
- Kanton Millau-1
- Kanton Millau-2
- Kanton Monts du Réquistanais (mit elf von 14 Gemeinden)
- Kanton Nord-Lévezou (mit zwei von vier Gemeinden)
- Kanton Raspes et Lévezou
- Kanton Saint-Affrique
- Kanton Tarn et Causses (mit zwölf von 18 Gemeinden)

## Gemeinden
Die Gemeinden des Arrondissements Millau sind:
| 1. Agen-d’Aveyron (12001)             | 2. Aguessac (12002)                  | 3. Alrance (12006)                     | 4. Arnac-sur-Dourdou (12009)         |
| 5. Arques (12010)                     | 6. Arvieu (12011)                    | 7. Auriac-Lagast (12015)               | 8. Ayssènes (12017)                  |
| 9. Balaguier-sur-Rance (12019)        | 10. Belmont-sur-Rance (12025)        | 11. Brasc (12035)                      | 12. Broquiès (12037)                 |
| 13. Brousse-le-Château (12038)        | 14. Brusque (12039)                  | 15. Calmels-et-le-Viala (12042)        | 16. Camarès (12044)                  |
| 17. Canet-de-Salars (12050)           | 18. Castelnau-Pégayrols (12062)      | 19. Combret (12069)                    | 20. Compeyre (12070)                 |
| 21. Comprégnac (12072)                | 22. Comps-la-Grand-Ville (12073)     | 23. Connac (12075)                     | 24. Cornus (12077)                   |
| 25. Coupiac (12080)                   | 26. Creissels (12084)                | 27. Curan (12307)                      | 28. Durenque (12092)                 |
| 29. Fayet (12099)                     | 30. Flavin (12102)                   | 31. Fondamente (12155)                 | 32. Gissac (12109)                   |
| 33. L’Hospitalet-du-Larzac (12115)    | 34. La Bastide-Pradines (12022)      | 35. La Bastide-Solages (12023)         | 36. La Cavalerie (12063)             |
| 37. La Couvertoirade (12082)          | 38. La Cresse (12086)                | 39. La Roque-Sainte-Marguerite (12204) | 40. La Selve (12267)                 |
| 41. La Serre (12269)                  | 42. Lapanouse-de-Cernon (12122)      | 43. Laval-Roquecezière (12125)         | 44. Le Clapier (12067)               |
| 45. Le Truel (12284)                  | 46. Le Vibal (12297)                 | 47. Lédergues (12127)                  | 48. Les Costes-Gozon (12078)         |
| 49. Lestrade-et-Thouels (12129)       | 50. Marnhagues-et-Latour (12139)     | 51. Martrin (12141)                    | 52. Mélagues (12143)                 |
| 53. Millau (12145)                    | 54. Montagnol (12147)                | 55. Montclar (12149)                   | 56. Montfranc (12152)                |
| 57. Montjaux (12153)                  | 58. Montlaur (12154)                 | 59. Mostuéjouls (12160)                | 60. Mounes-Prohencoux (12192)        |
| 61. Murasson (12163)                  | 62. Nant (12168)                     | 63. Paulhe (12178)                     | 64. Peux-et-Couffouleux (12179)      |
| 65. Peyreleau (12180)                 | 66. Plaisance (12183)                | 67. Pont-de-Salars (12185)             | 68. Pousthomy (12186)                |
| 69. Prades-Salars (12188)             | 70. Rebourguil (12195)               | 71. Réquista (12197)                   | 72. Rivière-sur-Tarn (12200)         |
| 73. Roquefort-sur-Soulzon (12203)     | 74. Rullac-Saint-Cirq (12207)        | 75. Saint-Affrique (12208)             | 76. Saint-André-de-Vézines (12211)   |
| 77. Saint-Beaulize (12212)            | 78. Saint-Beauzély (12213)           | 79. Sainte-Eulalie-de-Cernon (12220)   | 80. Saint-Félix-de-Sorgues (12222)   |
| 81. Saint-Georges-de-Luzençon (12225) | 82. Saint-Izaire (12228)             | 83. Saint-Jean-d’Alcapiès (12229)      | 84. Saint-Jean-Delnous (12230)       |
| 85. Saint-Jean-du-Bruel (12231)       | 86. Saint-Jean-et-Saint-Paul (12232) | 87. Saint-Juéry (12233)                | 88. Saint-Laurent-de-Lévézou (12236) |
| 89. Saint-Léons (12238)               | 90. Saint-Rome-de-Cernon (12243)     | 91. Saint-Rome-de-Tarn (12244)         | 92. Saint-Sernin-sur-Rance (12248)   |
| 93. Saint-Sever-du-Moustier (12249)   | 94. Saint-Victor-et-Melvieu (12251)  | 95. Salles-Curan (12253)               | 96. Salmiech (12255)                 |
| 97. Sauclières (12260)                | 98. Ségur (12266)                    | 99. Sylvanès (12274)                   | 100. Tauriac-de-Camarès (12275)      |
| 101. Tournemire (12282)               | 102. Trémouilles (12283)             | 103. Vabres-l’Abbaye (12286)           | 104. Verrières (12291)               |
| 105. Versols-et-Lapeyre (12292)       | 106. Veyreau (12293)                 | 107. Vézins-de-Lévézou (12294)         | 108. Viala-du-Pas-de-Jaux (12295)    |
| 109. Viala-du-Tarn (12296)            | 110. Villefranche-de-Panat (12299)   |                                        |                                      |

## Neuordnung der Arrondissements 2017

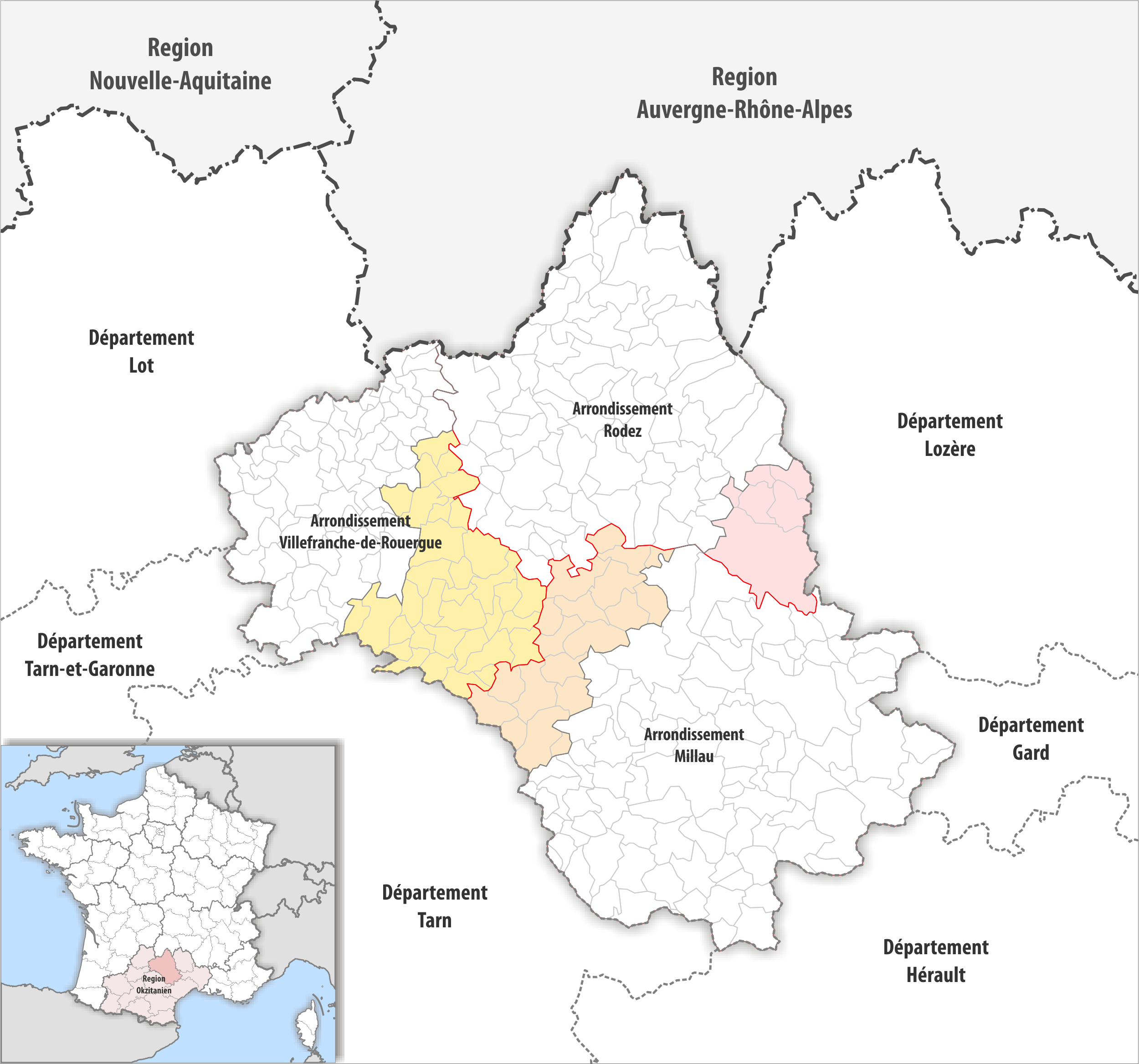
Arrondissementsanpassungen im Jahr 2017

Durch die Neuordnung der Arrondissements im Jahr 2017 wurde aus dem Arrondissement Rodez die Fläche der 19 Gemeinden Agen-d’Aveyron, Arques, Arvieu, Auriac-Lagast, Canet-de-Salars, Comps-la-Grand-Ville, Connac, Durenque, Flavin, La Selve, Le Vibal, Lédergues, Pont-de-Salars, Prades-Salars, Réquista, Rullac-Saint-Cirq, Saint-Jean-Delnous, Salmiech und Trémouilles dem Arrondissement Millau zugewiesen.
Dafür wechselte die Fläche der sechs Gemeinden Campagnac, La Capelle-Bonance, Saint-Laurent-d’Olt, Saint-Martin-de-Lenne, Saint-Saturnin-de-Lenne und Sévérac d’Aveyron vom Arrondissement Millau zum Arrondissement Rodez.